# 8년을 뛰어넘은 신부
《8년을 뛰어넘은 신부》(일본어: ８年越しの花嫁　奇跡の実話)는 2017년 공개된 일본의 십대 로맨스 드라마 가족 영화이다.

## 출연진

### 주연
- 사토 타케루 - 히사시 역
- 츠치야 타오 - 마이 역

### 조연
- 야쿠시마루 히로코 - 나카하라 하츠미 역
- 스기모토 텟타 - 나카하라 코지 역
- 키타무라 카즈키 - 시바타 역
- 하마노 겐타 - 무로타 코스케 역
- 나카무라 유리 - 시마오 마미코 역
- 호리베 게이스케 - 와다 박사 역
- 후루타치 칸지 - 소멘 공장 사장 역
- 마츠모토 라무 - 미호 역

## 수상
- 2018년 제21회 상하이국제영화제 후보 일본영화
- 2018년 제41회 일본 아카데미상 후보 우수 남우주연, 여우조연, 주연, 음악상
- 2018년 제17회 달라스 아시안 영화제 수상 관객상: 장편 - 제제 다카히사